# Anolis garridoi
Anolis garridoi este o specie de șopârle din genul Anolis, familia Polychrotidae, descrisă de Diaz, Estrada și Moreno 1996. Conform Catalogue of Life specia Anolis garridoi nu are subspecii cunoscute.